# Diego Arias de Miranda y Goytia
Diego Arias de Miranda y Goytia (Aranda de Duero, Burgos, 1 de desembre de 1845 - Madrid, 28 de juny de 1929) va ser un polític espanyol, membre del Partit Liberal; ministre de Gracia i Justícia i ministre de Marina durant el regnat d'Alfons XIII.
Va obtenir el grau de doctor en Dret amb la tesi Constitución política de España: carácter y elementos de esta constitución en la monarquía de Castilla y de León: modificaciones y carácter bajo la dinastía austríaca.
La seva carrera política es va iniciar amb les eleccions de 1872 en les quals va resultar escollit per la circumscripció de Burgos. No obstant això, la proclamació de la I República va iniciar un parèntesi en la seva activitat política, ja que no va tornar a ser elegit diputat fins a les eleccions generals espanyoles de 1886 (resultant reelegit des de llavors en tots els processos electorals celebrats fins a 1903, passant en 1904 al Senat com a senador vitalici).
Va ser ministre de Marina, entre 1910 i 1911, i ministre de Gracia i Justícia entre el 12 de març i el 31 de desembre de 1912, amb José Canalejas y Méndez, García Prieto i el Comte de Romanones. També va ser governador civil, director general d'obres públiques i alcalde d'Aranda de Duero, ciutat en la qual se li va aixecar un monument en 1930. També compta amb carrers dedicats a la seva memòria en les localitats de Huerta de Rey (Burgos) i a Fuentecén, ambdues a la província de Burgos.
La seva filla, Josefina Arias de Miranda, es va casar amb José Martínez de Velasco (1875–1936), fundador i líder del Partit Agrari, ministre durant la Segona República Espanyola i Alcalde de Madrid, que fou assassinat al començament de la guerra civil espanyola.

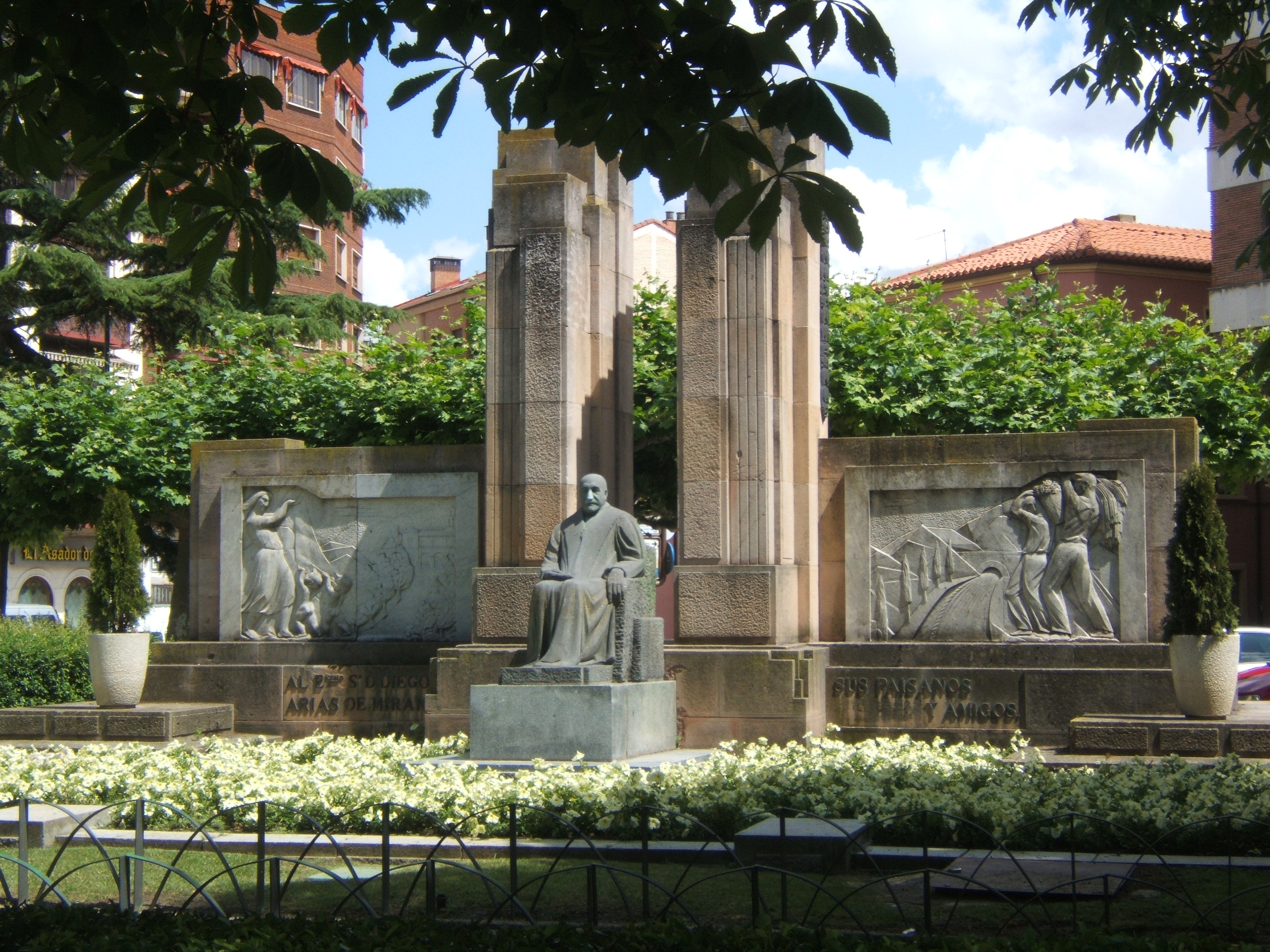
Monument a Diego Arias de Miranda a Aranda de Duero, realitzat en 1930 per Emiliano Barral.